# Anthostomella spiralis
Anthostomella spiralis är en svampart som beskrevs av K.D. Hyde & B.S. Lu 2000. Anthostomella spiralis ingår i släktet Anthostomella och familjen kolkärnsvampar.   Inga underarter finns listade i Catalogue of Life.